# František Esterházy (1532–1604)
František Esterházy (maďarsky: Esterházy Ferenc, německy: Franz Esterházy, kolem roku 1532, Galanta - asi 1604) byl uherský šlechtic, který se stal početím svých tří synů zakladatelem tří linií rodu Esterházyů.

## Život

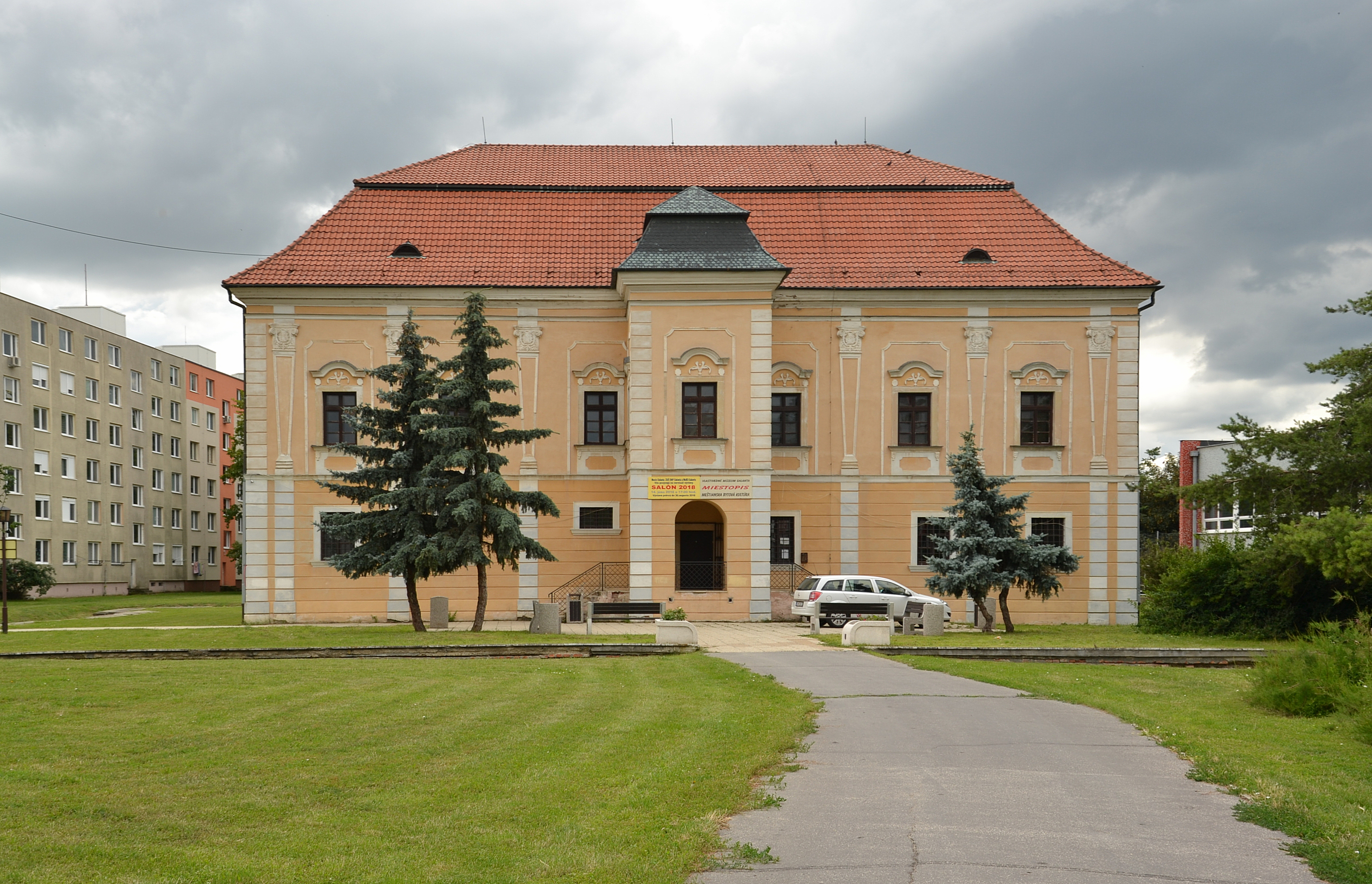
Renesanční zámeček v Galantě

Byl synem Benedikta Esterházyho (1508–1583). Byl podžupanem Bratislavské župy. Dal postavit renesanční zámeček v Galantě.
Měl tři syny: Daniela, Pavla a Mikuláše.